# 大石良雄外十六人忠烈の跡

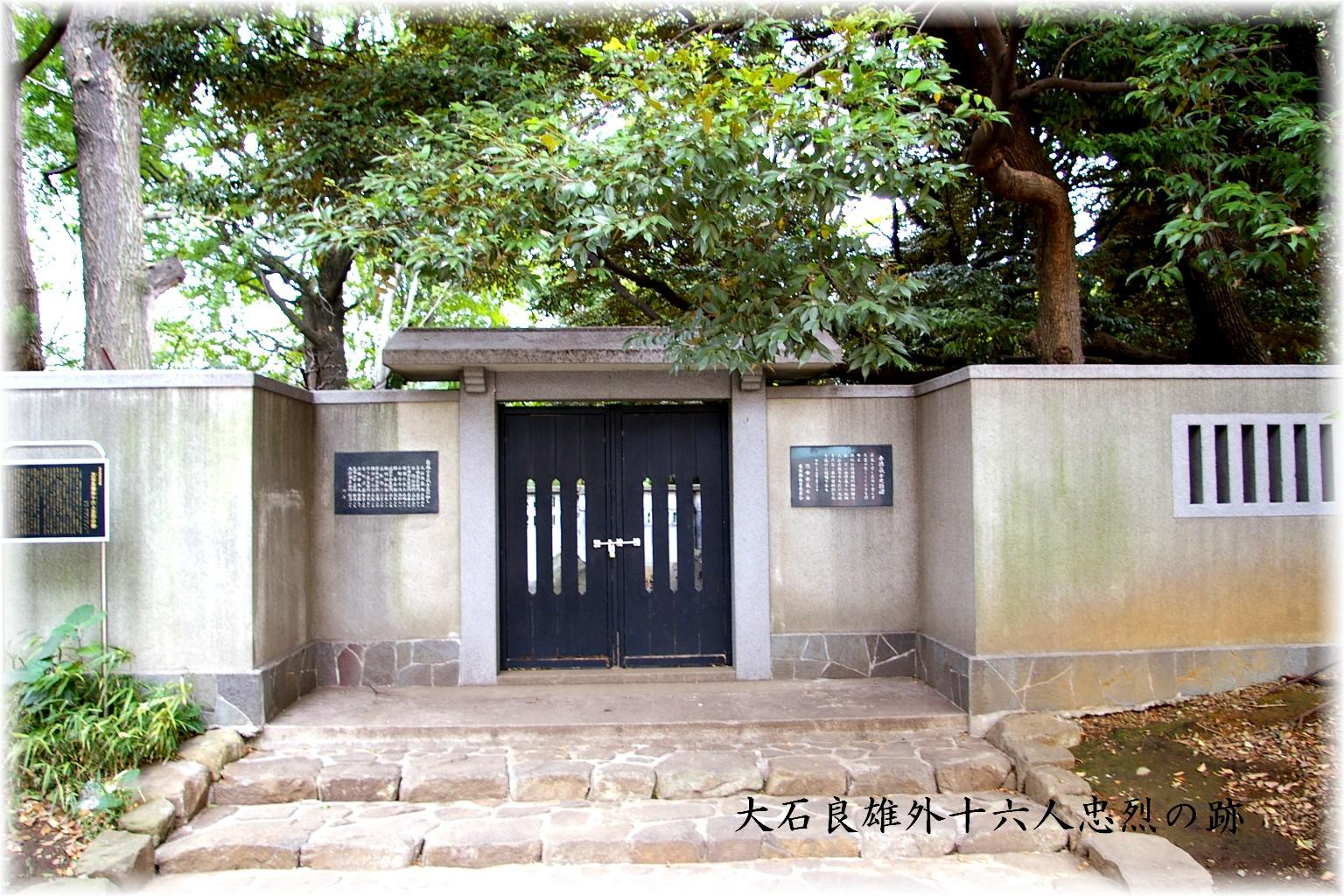
大石良雄外十六人忠烈の跡 （都営高輪アパート内）

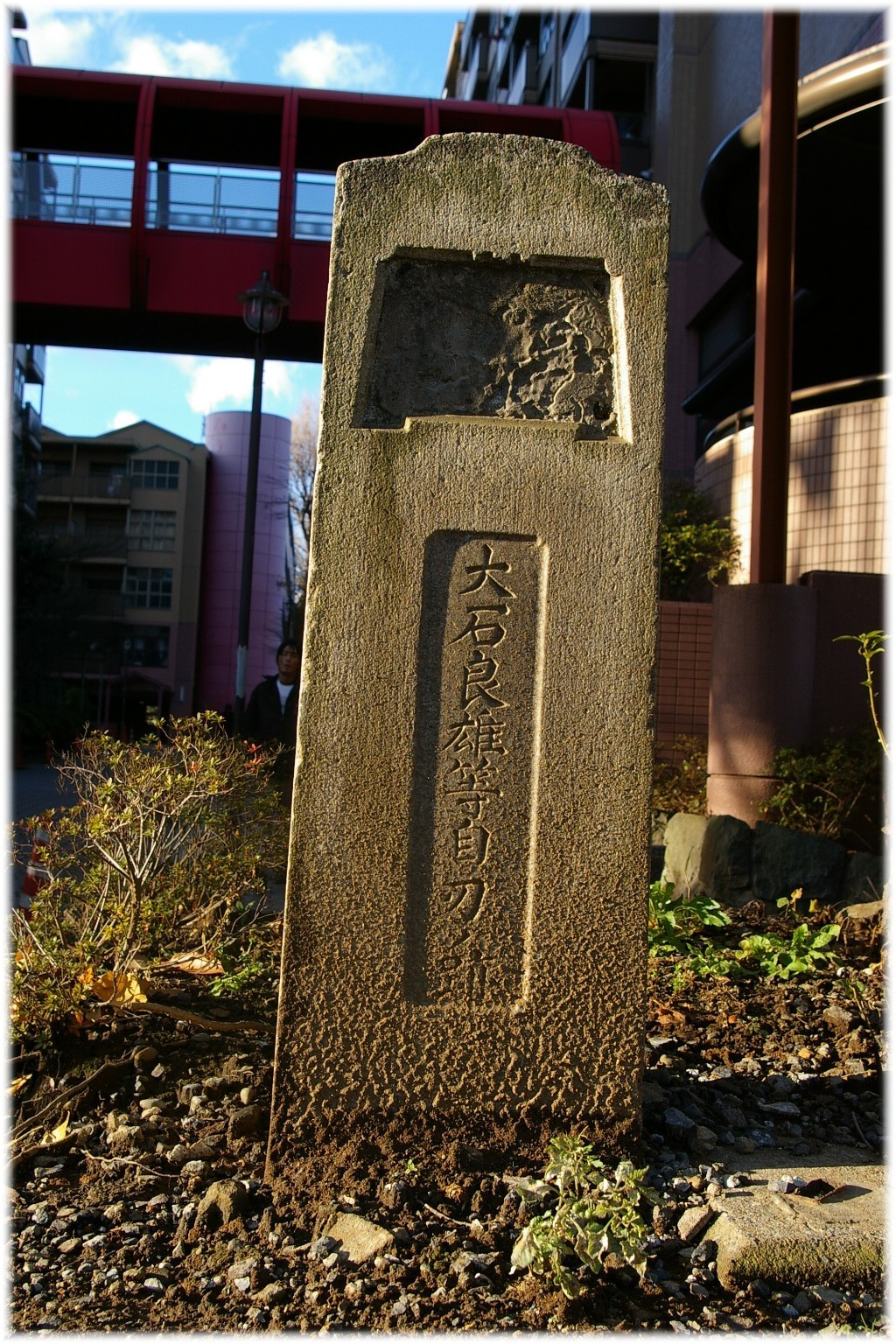
大石良雄等自刃ノ跡 （道標）

大石良雄外十六人忠烈の跡（おおいし よしお ほか じゅうろくにん ちゅうれつの あと）は、東京都港区高輪にある旧跡で、かつては肥後熊本藩江戸下屋敷がここにあった。

## 概要
元禄16年2月4日（1703年3月20日）、熊本藩細川家の下屋敷において赤穂浪士の大石良雄（大石内蔵助）ほか16人が切腹した。三田の伊予松山藩屋敷跡（現：イタリア大使館）には大石主税良金ら十士切腹の地がある。大石父子の切腹は、ほぼ同時刻であったといわれている。浪士たちは、江戸高輪の泉岳寺（曹洞宗）に葬られている。12月13・14日には赤穂市や泉岳寺にて義士祭が催されている。
「大石良雄外十六人忠烈の跡」碑は平成10年（1998年）に東京都港区教育委員会によって設置された。私有地のため、現在は「不法投棄の禁止」を記した看板が碑前にあり、門の中には入れないが切腹場所には、細川家によって破壊された墓の台座部分（四角い芝台石）
と供養塔の残滓（角が丸くなった石、半分未満の高さに破損してしまっている）と思われる石の集まりがある。
21世紀に入り、石の下から欠けた皿が出土した。細川綱利が義士墓の中台石（花や水を置く場所）に供えた酒坏ではないかと今後の研究課題となっている。
「忠烈の跡」碑には「切腹した場所は、大書院舞台側、大書院上の間の前庭で、背後に池を背負った地で腹を切ったという。」との説明がある。
また「忠烈の跡」碑とは別に、旧細川邸から少し離れた二本榎通りに「大石良雄等自刃ノ跡」の道標がある（画像参照）。

## 大石良雄外十六人の一覧
1. 大石内蔵助（良雄）
2. 吉田忠左衛門（兼亮）
3. 原惣右衛門（元辰）
4. 片岡源五右衛門（高房）
5. 間瀬久大夫（正明）
6. 小野寺十内（秀和）
7. 間喜兵衛（光延）
8. 礒貝十郎左衛門（正久）
9. 堀部弥兵衛（金丸）
10. 近松勘六（行重）
11. 富森助右衛門（正因）
12. 潮田又之丞（高教）
13. 早水藤左衛門（満尭）
14. 赤埴源蔵（重賢）
15. 奥田孫太夫（重盛）
16. 矢田五郎右衛門（助武）
17. 大石瀬左衛門（信清）

- 細川綱利は「彼らは細川家の守り神である」として17士の遺髪を分けて頂き義士の墓と供養塔を建て[8]、切腹場所を屋敷の名所として残すように命じている。しかし、綱利の血筋が絶えたこと、江戸城中で細川宗孝が遺恨[9]により斬殺され加害者の遺臣が健在だったこと、浅野氏と不仲の伊達家が御家存続の恩人になったこと、など様々な事情が重なり遺言は守られず、当時の遺構（畳三枚、屏風、風雨除け、脇差台、供養施設など[10]）は今に残っていない。それでも、切腹場面を描いた浮世絵などで往事の様子が偲ばれる[11]。

## 赤穂浪士終焉の地
四十六士がお預けとなった4藩の藩邸は、いずれも今日の東京都港区にある。
| 預先               | 江戸藩邸              | 史跡                       | 所在地       |
| ------------------ | --------------------- | -------------------------- | ------------ |
| 細川越中守（綱利） | 肥後熊本藩 高輪下屋敷 | 大石良雄外十六人忠烈の跡   | 高輪一丁目   |
| 水野監物（忠之）   | 三河岡崎藩 芝中屋敷   | 水野監物邸跡               | 芝五丁目     |
| 松平隠岐守（定直） | 伊予松山藩 三田中屋敷 | 大石主税良金ら十士切腹の地 | 三田二丁目   |
| 毛利甲斐守（綱元） | 長門長府藩 麻布上屋敷 | 毛利甲斐守邸跡             | 六本木六丁目 |